# 데이비드 고긴스
데이비드 고긴스(David Goggins, 1975년 2월 17일 ~ )는 미국의 은퇴한 미국 네이비 실이다. 또한 울트라마라톤 선수, 장거리 사이클 선수, 트라이애슬론 경기 선수, 대중 연설가이자 두 권의 회고록을 집필했으며, 스포츠 분야에서의 업적으로 국제 스포츠 명예의 전당에 헌액되었다. 고긴스는 또한 미군 복무로 2018년에 VFW 아메리카니즘 상을 수상했다. 고긴스는 또한 "Can't Hurt Me: Master Your Mind and Defy the Odds"라는 제목의 뉴욕 타임스 베스트셀러 책을 출판했다.

## 경력
고긴스는 미국 공군 낙하산 구조에 지원하고 훈련에 참여했다. 훈련 도중 겸상 적혈구 형질 진단을 받아 일시적으로 훈련에서 제외됐다. 대신 그는 미국 공군 전술항공통제당(TACP) 훈련에 참가했고, 미국 공군을 떠날 때 1994년부터 1999년까지 영국군 Flt Sgt Jones, Flt Stg Nair 및 Pvt Noble과 함께 TACP로 일했다.
그는 나중에 해충 구제 직업을 그만두고 네이비 실이 되었다. 그는 예비군에 합류하여 결국 3개월 만에 106파운드를 감량한 후 SEAL로 훈련을 시작하기 위한 체중 요건을 충족했다. 2001년에 BUD/S 클래스 235로 BUD/S 훈련을 졸업했다. SEAL 자격 훈련(SQT)과 수습 기간을 마친 후 전투원 수영 선수(SEAL)로서 NEC 5326을 취득하고 SEAL 팀 5에 배치되었다. 20년의 군 경력 동안 고긴스는 이라크와 아프가니스탄에서 순회 복무했다. 2004년 고긴스는 육군 레인저 학교를 졸업하고 동료평가 100%를 받으며 '명예사역자' 상을 받았다. 고긴스는 네이비 실 역사상 36번째 아프리카계 미국인 네이비 실이었다.